# Katharina Kucharowits

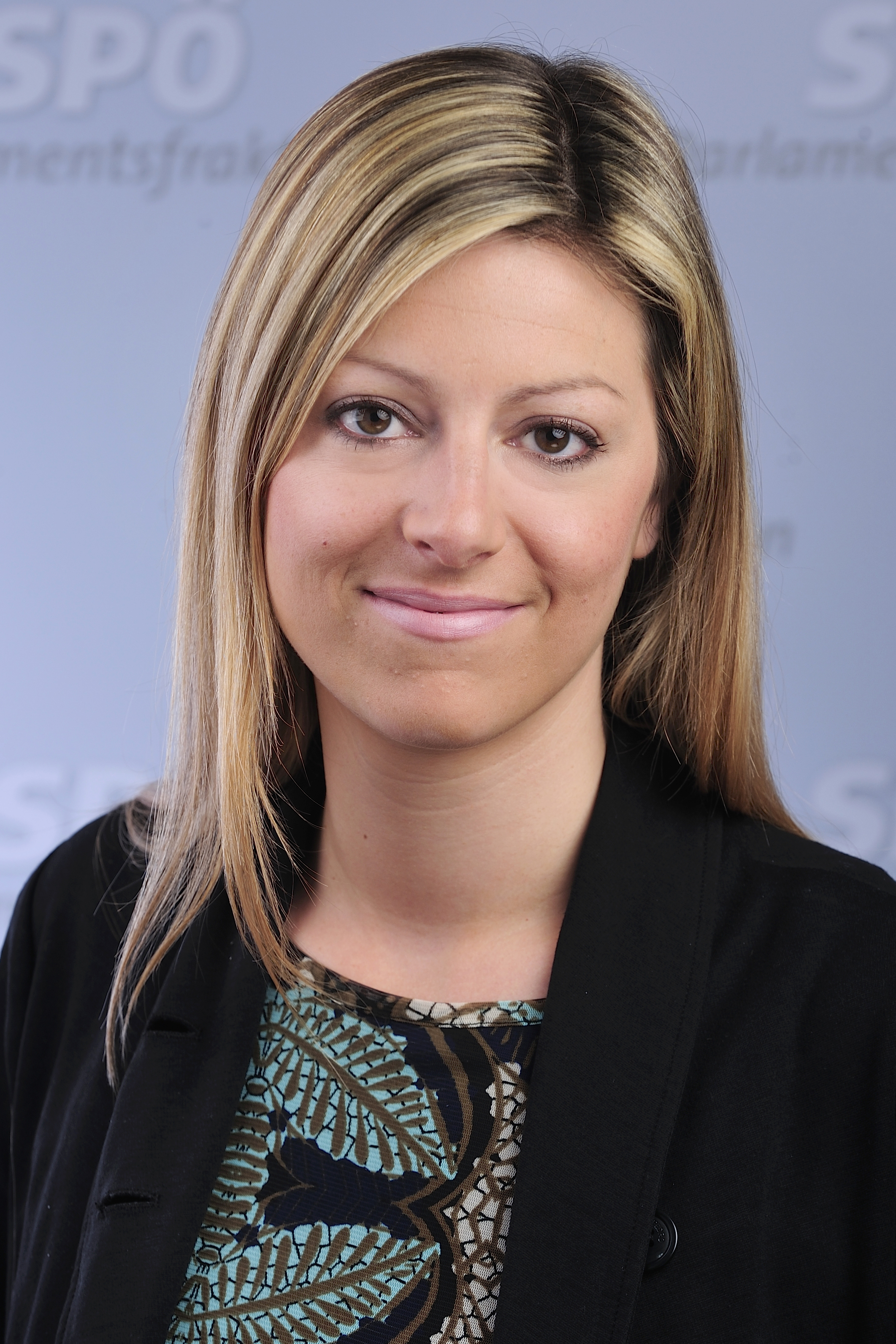
Katharina Kucharowits 2014

Katharina Kucharowits (* 19. September 1983 in Mödling, Niederösterreich) ist eine österreichische Politikerin (SPÖ). Zwischen Oktober 2013 und November 2017 war sie Abgeordnete zum Nationalrat, im November 2018 kehrte sie als Nachrückerin in das Parlament zurück. Dem Nationalrat gehörte sie bis zum 23. Oktober 2024 an.

## Leben
Katharina Kucharowits stammt aus einer sozialdemokratischen Familie. Ihr Vater, Franz Kucharowits, war stellvertretender Stadtamtsdirektor der Stadtgemeinde Schwechat.
Nach Besuch der Volksschule in Rannersdorf maturierte Katharina Kucharowits 2001 am Bundesrealgymnasium in Schwechat. Danach inskribierte sie an der Universität Wien, wo sie das Studium der Politikwissenschaft begann. Zudem inskribierte sie Mathematik sowie Psychologie und Philosophie als Lehramtsstudium.
Ab April 2005 war sie Mitglied der Jungen Generation, einer Jugendorganisation der SPÖ. Weitere politische Erfahrungen sammelte Kucharowits ab Oktober 2006 als parlamentarische Mitarbeiterin des SP-Nationalratsabgeordneten Hannes Fazekas. Im Oktober 2007 folgte ihre Wahl in den Vorstand der Jungen Generation auf Landesebene und im September 2012 wurde sie zur Bundesvorsitzenden der Jungen Generation gewählt.
Im Oktober 2009 wurde Kucharowits stellvertretende Vorsitzende der Sozialdemokratischen Partei Niederösterreichs und im Oktober 2012 stellvertretende Bundesparteivorsitzende. Seit dem 29. Oktober 2013 war sie SP-Abgeordnete zum Nationalrat, verfehlte aber bei der Wahl im Oktober 2017 einen Wiedereinzug. Nachdem der ehemalige Bundeskanzler Christian Kern sein Mandat niedergelegt hatte, kehrte sie am 16. November 2018 als Nachrückerin in den Nationalrat zurück.